# Die Drei von der Tankstelle (1955)
Die Drei von der Tankstelle ist eine deutsche Filmkomödie von Hans Wolff aus dem Jahr 1955. Es handelt sich um eine Neuverfilmung der populären Musikkomödie Die Drei von der Tankstelle aus dem Jahr 1930. Peter, Robert und Fritz, die „Drei von der Tankstelle“, werden von Adrian Hoven, Walter Müller und Walter Giller verkörpert. Germaine Damar, Willy Fritsch, Claude Farell und Oskar Sima sind in tragenden Rollen besetzt. 
Das seinerzeitige Filmplakat titelte „Drei Freunde, drei Liebhaber, drei Draufgänger und eine entzückende Frau!“

## Handlung
Peter, Robert und Fritz sind beste Freunde seit ihrer Kindheit. Zusammen waren sie als Soldaten im Zweiten Weltkrieg, zusammen versuchen sie seit der Kriegsgefangenschaft wieder Fuß zu fassen. Als ihr Wagen auf dem Weg zu einem neuen Job einen Reifen verliert, werden alle drei entlassen, bevor sie auch nur eine Minute gearbeitet haben. Da sie ihre Wohnung mit den erwarteten ersten Monatseinnahmen gemietet und eingerichtet haben, werden sämtliche Möbel gepfändet. Mit ihrem noch ungepfändeten Auto flüchten sie schließlich und landen spritlos über eine Umleitung an einer verlassenen Tankstelle. Bald halten weitere Autos auf der Suche nach Benzin und die drei Freunde beschließen, mit dem Erlös für ihren Wagen die Tankstelle wieder in Betrieb zu nehmen.
Der Plan wird in die Tat umgesetzt und die drei entwickeln ein Rotationsprinzip: Einer betreut die Tankstelle „Kleeblatt“, einer kümmert sich um das gemeinsame Heim „Paradies“ und einer darf sich ausruhen. So kommt es, dass alle drei unabhängig voneinander die junge Gaby kennenlernen, die als Kundenbetreuerin des Benzinherstellers „UMOL“ Tankstellen überzeugen will, künftig statt BEROLIN-Benzin UMOL-Sprit zu verkaufen. Zudem ist sie die Tochter des Konsuls Willy Kossmann, dem Leiter der UMOL-Werke. Die drei Männer von der Tankstelle halten nicht viel von UMOL, hatte Kossmanns Kompagnon Dr. Calmus ihnen doch ihren Kredit für den Aufbau der Tankstelle verweigert. Viel mehr empfinden alle für Gaby, die sich jedoch für keinen der drei Männer entscheiden kann.
Dr. Calmus hat unterdessen Pläne gefasst, die Tankstelle aufzukaufen. Er hat erfahren, dass eine lange geplante Autobahn gebaut werden soll. Sie soll prompt an der Tankstelle vorbeiführen, die so zur Goldgrube wird. Er macht den drei Männern ein lukratives Angebot, die jedoch ablehnen, da sie Calmus nicht leiden können. Erst von einem Autofahrer erfährt Peter vom geplanten Bau der Autobahn.
Kossmanns Geliebte Irene hat unterdessen von Gabys Männern erfahren und will ihr helfen, sich für den richtigen zu entscheiden. Sie lädt alle drei in Gabys Namen zu einer Feier der UMOL-Werke ein. Keiner der Freunde weiß, dass die anderen Gaby kennen und lieben und so sind alle drei überrascht, als sie auf der Feier aufeinandertreffen. Als sie erfahren, dass Gaby die Tochter Kossmanns ist und Peter allen die Pläne für den Bau der Autobahn erzählt, glauben die drei Männer, dass Gaby nur als Lockvogel fungierte, um UMOL billig die Tankstelle zu besorgen. Sie wenden sich von Gaby ab.
Wenig später erscheint Dr. Calmus’ Prokurist Bügel an der Tankstelle und eröffnet den drei Männern, dass sie die Tankstelle umgehend räumen sollen. Calmus hat heimlich die Tankstellen-Schuldscheine der Männer aufgekauft. Da sie seit acht Tagen keine Gelder zur Tilgung ihrer Schulden gezahlt haben, kann der Besitz laut Vertrag vom Schuldeintreiber übernommen werden. Irene, die sich wegen ihrer ungeschickt geplanten Verkupplungsaktion bei den Männern entschuldigen will, erfährt von Calmus’ Trick und verständigt Kossmann. Der kündigt Calmus umgehend und reist mit Gaby zur Tankstelle, wo er den Männern verkündet, dass die UMOL-Werke die aufgekauften Kreditschulden den drei Männern als zinslosen Kredit gibt. Auch Gaby und Peter kommen nun zueinander – zunächst streiten sie sich noch, versöhnen sich jedoch am Ende.

## Produktion
Der Film wurde in den Filmstudios Berlin-Tempelhof gedreht. Die Außenaufnahmen entstanden in Berlin und Umgebung. Er erlebte am 22. Dezember 1955 im Turm-Palast in Frankfurt am Main seine Uraufführung. Im Fernsehen lief er erstmals am 29. Januar 1966 im ZDF. Kinowelt gab den Film am 3. Februar 2011 zusammen mit vier weiteren Filmen unter dem Titel „Die schönsten Musikfilme der 50er Jahre“ auf DVD heraus, nachdem er zuvor schon am 17. August 2007 als Einzelfilm erschienen war.
Von dem Film wurde auch eine französische Version mit dem Titel Le Chemin du Paradis hergestellt. Die Hauptrollen darin spielten Georges Guétary, Yves Furet, Jacques Jouanneau und Christine Carrere.
Willy Fritsch, der in Die Drei von der Tankstelle 1930 die männliche Hauptrolle des Willy spielte, stellt auch im Remake eine Willy genannte Person dar: Hier ist er der Vater der weiblichen Hauptfigur. In einer Szene am Schluss des Films, in der er von Peter (Adrian Hoven) gefragt wird, warum er der Tankstelle selbstlos mit einem Umol-Kredit hilft, nimmt Fritsch in seiner Rolle Bezug auf den Film aus dem Jahr 1930: „Ich habe auch einmal ganz klein mit einer Tankstelle angefangen, auch mit zwei Freunden. Auch wir haben uns vor 25 Jahren um ein Mädel gezankt; damals war ich der Glückliche.“
Im Film werden wie im Original zahlreiche Lieder gesungen, wobei der Text stellenweise durch Bruno Balz modernisiert wurde:
- Ein Freund, ein guter Freund – gesungen von Adrian Hoven, Walter Müller und Walter Giller
- Das Lied vom Kuckuck (Lieber, guter Herr Gerichtsvollzieh’r) – gesungen von Adrian Hoven, Walter Müller und Walter Giller
- Das mach ich alles mit der linken Hand – gesungen von Walter Giller; Rita Paul und dem Cornel Trio
- Ich bin dagegen – gesungen von Walter Müller
- Liebling, mein Herz läßt dich grüßen – gesungen von Adrian Hoven; Rita Paul und dem Cornel Trio

Es spielt das RIAS-Tanzorchester unter Werner Müller. 

## Kritik
Der Journalist Falk Schwarz stellte fest, dies sei „ein strahlender Film“. Und erläuterte: „Germaine Damar tanzt, singt – und strahlt vor Lebenlust und Freude. Giller zappelt um seine langen Beine – und strahlt. Walter Müller kann selbst in verdrießlicher Stimmung nicht anders – als strahlen. Am besten aber gibt der Grandseigneur der Filmszene in den Fünfzigern, der schon im Original 1930 dabei war, den Strahlemann: Willy Fritsch.“ Schwarz schließt mit den Worten: „Soviel Strahlkraft war nie!“
Das Lexikon des internationalen Films meinte, dass der Film „[t]rotz der künstlerischen Oberleitung Willi Forsts […] eine blasse Neuauflage des frühen Tonfilm-Musicals von 1930 [sei].“
Cinema fand, dass der Film ein „ziemlich müde[s] Remake des herrlichen Heinz-Rühmann-Klassikers von 1930“ sei. Prisma hingegen sprach von einem „Kassenschlager des deutschen Kinos der Fünfzigerjahre“, in dem „Walter Giller, Adrian Hoven und Walter Müller als singende und tanzende Tankstellenbesitzer“ glänzen würden.